# Craspedosis aruensis
Craspedosis aruensis är en fjärilsart som beskrevs av Arnold Pagenstecher 1886. Craspedosis aruensis ingår i släktet Craspedosis och familjen mätare. Inga underarter finns listade i Catalogue of Life.